# 屈韦维尔
屈韦维尔（法語：Cuverville，法語發音：[kyvɛʁvil] ⓘ）是法国卡尔瓦多斯省的一个市镇，属于卡昂区。

## 地理
屈韦维尔（49°11'24"N, 0°15'51"W）面积2.01 平方千米，位于法国诺曼底大区卡爾瓦多斯省，该省份为法国西北部沿海省份，北濒大西洋英吉利海峡，东北与滨海塞纳省以海上边界相接，东临厄尔省，南至奧恩省，西与芒什省接壤。
与屈韦维尔接壤的市镇（或旧市镇、城区）包括：科隆贝勒、代穆维尔、埃斯科维尔、日贝维尔、萨内维尔、图夫雷维尔。
屈韦维尔的时区为UTC+01:00、UTC+02:00（夏令时）。

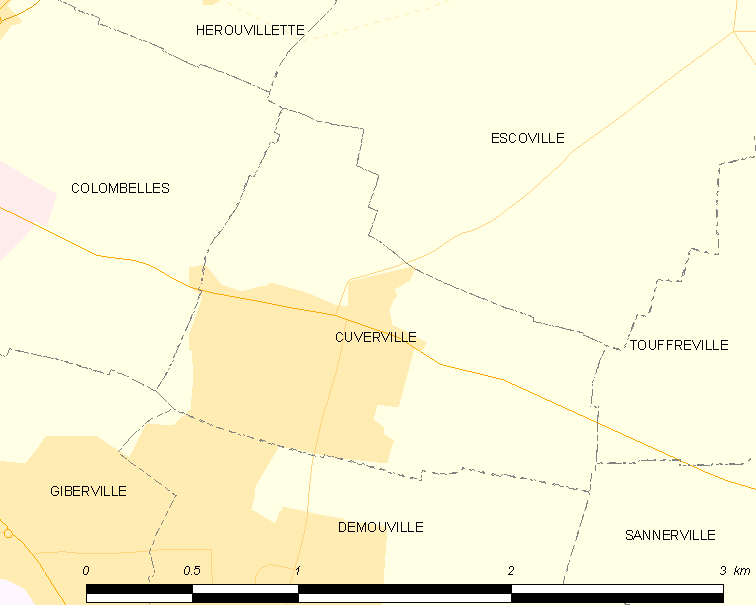
屈韦维尔的OSM定位图

## 行政
屈韦维尔的邮政编码为14840，INSEE市镇编码为14215。

## 政治
屈韦维尔所属的省级选区为特罗阿恩县。

## 人口

1962-2008年间屈韦维尔人口变化图示

屈韦维尔于2022年1月1日时的人口数量为2273人。